# Poljane pri Mirni Peči
Poljane pri Mirni Peči – wieś w Słowenii, w gminie Mirna Peč. W 2018 roku liczyła 91 mieszkańców.